# Baseball-Weltmeisterschaft der Frauen 2006/Teilnehmer
Dieser Artikel behandelt die teilnehmenden Mannschaften bei der Baseball-Weltmeisterschaft der Frauen 2006 in Taipeh. Die Mannschaften sind nach Kontinenten sortiert.

## Nord- und Mittelamerika

### Kanada
Die Mannschaft aus Kanada nahm zum zweiten Mal an der Baseball-Weltmeisterschaft der Frauen teil. Somit war sie bei jeder Austragung qualifiziert.
Ergebnisse
| Datum     | Zeit  | Stadion                  | Begegnung  | Begegnung | Begegnung          | Ergebnis |
| --------- | ----- | ------------------------ | ---------- | --------- | ------------------ | -------- |
| 31. Juli  | 14:00 | Tien-Mou Stadium, Taipeh | Kanada     | –         | Vereinigte Staaten | 5:2      |
| 1. August | 10:00 | Tien-Mou Stadium, Taipeh | Kuba       | –         | Kanada             | 8:10     |
| 3. August | 18:30 | Tien-Mou Stadium, Taipeh | Japan      | –         | Kanada             | 3:6      |
| 4. August | 18:30 | Tien-Mou Stadium, Taipeh | Kanada     | –         | Chinesisch Taipeh  | 1:7      |
| 5. August | 18:30 | Tien-Mou Stadium, Taipeh | Australien | –         | Kanada             | 9:4      |
| 6. August | 14:30 | Tien-Mou Stadium, Taipeh | Kanada     | –         | Hongkong           | 10:0 (5) |

Tabellenplatz
| Pl. | Mannschaft | S | N | Pzt.  |
| --- | ---------- | - | - | ----- |
| 3.  | Kanada*    | 4 | 2 | 0.667 |

* Japan, Kanada und Australien hatten dieselben Punktezahlen und dieselben Direktbegegnungen (1-1), somit mussten die RA/Inn. entscheiden (Japan 0.86 / Kanada 0.92 / Australien 1.15)

### Kuba
Die Mannschaft aus Kuba nahm ersten Mal an der Baseball-Weltmeisterschaft der Frauen teil.
Ergebnisse
| Datum     | Zeit  | Stadion                  | Begegnung         | Begegnung | Begegnung          | Ergebnis |
| --------- | ----- | ------------------------ | ----------------- | --------- | ------------------ | -------- |
| 1. August | 10:00 | Tien-Mou Stadium, Taipeh | Kuba              | –         | Kanada             | 8:10     |
| 2. August | 18:30 | Tien-Mou Stadium, Taipeh | Kuba              | –         | Japan              | 0:15 (5) |
| 3. August | 14:30 | Tien-Mou Stadium, Taipeh | Australien        | –         | Kuba               | 5:4      |
| 4. August | 14:30 | Tien-Mou Stadium, Taipeh | Kuba              | –         | Vereinigte Staaten | 4:14 (6) |
| 5. August | 10:00 | Tien-Mou Stadium, Taipeh | Hongkong          | –         | Kuba               | 4:14     |
| 6. August | 18:30 | Tien-Mou Stadium, Taipeh | Chinesisch Taipeh | –         | Kuba               | 8:0      |

Tabellenplatz
| Pl. | Mannschaft | S | N | Pzt.  |
| --- | ---------- | - | - | ----- |
| 6.  | Kuba       | 1 | 5 | 0.167 |

### Vereinigte Staaten
Die Mannschaft aus den Vereinigten Staaten nahm zum zweiten Mal an der Baseball-Weltmeisterschaft der Frauen teil. Somit war sie bei jeder Austragung qualifiziert. Die Amerikanerinnen traten als Titelverteidigerinnen an und konnten den Titel erfolgreich verteidigen.
Ergebnisse
| Datum     | Zeit  | Stadion                  | Begegnung          | Begegnung | Begegnung          | Ergebnis |
| --------- | ----- | ------------------------ | ------------------ | --------- | ------------------ | -------- |
| 31. Juli  | 14:00 | Tien-Mou Stadium, Taipeh | Kanada             | –         | Vereinigte Staaten | 5:2      |
| 2. August | 10:00 | Tien-Mou Stadium, Taipeh | Vereinigte Staaten | –         | Australien         | 7:2      |
| 3. August | 10:00 | Tien-Mou Stadium, Taipeh | Vereinigte Staaten | –         | Hongkong           | 12:0 (5) |
| 4. August | 14:30 | Tien-Mou Stadium, Taipeh | Kuba               | –         | Vereinigte Staaten | 4:14 (6) |
| 5. August | 14:30 | Tien-Mou Stadium, Taipeh | Chinesisch Taipeh  | –         | Vereinigte Staaten | 1:3      |
| 6. August | 10:00 | Tien-Mou Stadium, Taipeh | Vereinigte Staaten | –         | Japan              | 13:11    |

Tabellenplatz
| Pl. | Mannschaft         | S | N | Pzt.  |
| --- | ------------------ | - | - | ----- |
| 1.  | Vereinigte Staaten | 5 | 1 | 0.833 |

## Asien

### Hongkong
Die Mannschaft aus Hongkong nahm zum ersten Mal an der Baseball-Weltmeisterschaft der Frauen teil.
Ergebnisse
| Datum     | Zeit  | Stadion                  | Begegnung          | Begegnung | Begegnung         | Ergebnis |
| --------- | ----- | ------------------------ | ------------------ | --------- | ----------------- | -------- |
| 31. Juli  | 10:00 | Tien-Mou Stadium, Taipeh | Hongkong           | –         | Australien        | 2:22 (5) |
| 1. August | 14:30 | Tien-Mou Stadium, Taipeh | Japan              | –         | Hongkong          | 43:0 (5) |
| 2. August | 14:30 | Tien-Mou Stadium, Taipeh | Hongkong           | –         | Chinesisch Taipeh | 2:21 (5) |
| 3. August | 10:00 | Tien-Mou Stadium, Taipeh | Vereinigte Staaten | –         | Hongkong          | 12:0 (5) |
| 5. August | 10:00 | Tien-Mou Stadium, Taipeh | Hongkong           | –         | Kuba              | 4:14     |
| 6. August | 14:30 | Tien-Mou Stadium, Taipeh | Kanada             | –         | Hongkong          | 10:0 (5) |

Tabellenplatz
| Pl. | Mannschaft | S | N | Pzt.  |
| --- | ---------- | - | - | ----- |
| 7.  | Hongkong   | 0 | 6 | 0.000 |

### Japan
Die Mannschaft aus Japan nahm zum zweiten Mal an der Baseball-Weltmeisterschaft der Frauen teil. Somit war sie bei jeder Austragung qualifiziert.
Ergebnisse
| Datum     | Zeit  | Stadion                  | Begegnung          | Begegnung | Begegnung  | Ergebnis |
| --------- | ----- | ------------------------ | ------------------ | --------- | ---------- | -------- |
| 31. Juli  | 18:30 | Tien-Mou Stadium, Taipeh | Chinesisch Taipeh  | –         | Japan      | 0:9      |
| 1. August | 14:30 | Tien-Mou Stadium, Taipeh | Japan              | –         | Hongkong   | 43:0 (5) |
| 2. August | 18:30 | Tien-Mou Stadium, Taipeh | Kuba               | –         | Japan      | 0:15 (5) |
| 3. August | 18:30 | Tien-Mou Stadium, Taipeh | Japan              | –         | Kanada     | 3:6      |
| 4. August | 10:00 | Tien-Mou Stadium, Taipeh | Japan              | –         | Australien | 11:6     |
| 6. August | 10:00 | Tien-Mou Stadium, Taipeh | Vereinigte Staaten | –         | Japan      | 13:11    |

Tabellenplatz
| Pl. | Mannschaft | S | N | Pzt.  |
| --- | ---------- | - | - | ----- |
| 2.  | Japan*     | 4 | 2 | 0.667 |

* Japan, Kanada und Australien hatten dieselben Punktezahlen und dieselben Direktbegegnungen (1-1), somit mussten die RA/Inn. entscheiden (Japan 0.86 / Kanada 0.92 / Australien 1.15).

### Chinesisches Taipeh
Die Mannschaft aus dem Chinesischen Taipeh nahm zum zweiten Mal an der Baseball-Weltmeisterschaft der Frauen teil. Somit war sie bei jeder Austragung qualifiziert. In diesem Jahr waren sie Gastgeber.
Ergebnisse
| Datum     | Zeit  | Stadion                  | Begegnung         | Begegnung | Begegnung          | Ergebnis |
| --------- | ----- | ------------------------ | ----------------- | --------- | ------------------ | -------- |
| 31. Juli  | 18:30 | Tien-Mou Stadium, Taipeh | Chinesisch Taipeh | –         | Japan              | 0:9      |
| 1. August | 18:30 | Tien-Mou Stadium, Taipeh | Australien        | –         | Chinesisch Taipeh  | 4:0      |
| 2. August | 14:30 | Tien-Mou Stadium, Taipeh | Hongkong          | –         | Chinesisch Taipeh  | 2:21 (5) |
| 4. August | 18:30 | Tien-Mou Stadium, Taipeh | Kanada            | –         | Chinesisch Taipeh  | 1:7      |
| 5. August | 14:30 | Tien-Mou Stadium, Taipeh | Chinesisch Taipeh | –         | Vereinigte Staaten | 1:3      |
| 6. August | 18:30 | Tien-Mou Stadium, Taipeh | Chinesisch Taipeh | –         | Kuba               | 8:0      |

Tabellenplatz
| Pl. | Mannschaft        | S | N | Pzt.  |
| --- | ----------------- | - | - | ----- |
| 5.  | Chinesisch Taipeh | 3 | 3 | 0.500 |

## Ozeanien

### Australien
Die Mannschaft aus Australien nahm zum zweiten Mal an der Baseball-Weltmeisterschaft der Frauen teil. Somit war sie bei jeder Austragung qualifiziert.
Ergebnisse
| Datum     | Zeit  | Stadion                  | Begegnung          | Begegnung | Begegnung         | Ergebnis |
| --------- | ----- | ------------------------ | ------------------ | --------- | ----------------- | -------- |
| 31. Juli  | 10:00 | Tien-Mou Stadium, Taipeh | Hongkong           | –         | Australien        | 2:22 (5) |
| 1. August | 18:30 | Tien-Mou Stadium, Taipeh | Australien         | –         | Chinesisch Taipeh | 4:0      |
| 2. August | 10:00 | Tien-Mou Stadium, Taipeh | Vereinigte Staaten | –         | Australien        | 7:2      |
| 3. August | 14:30 | Tien-Mou Stadium, Taipeh | Australien         | –         | Kuba              | 5:4      |
| 4. August | 10:00 | Tien-Mou Stadium, Taipeh | Japan              | –         | Australien        | 11:6     |
| 5. August | 18:30 | Tien-Mou Stadium, Taipeh | Australien         | –         | Kanada            | 9:4      |

Tabellenplatz
| Pl. | Mannschaft  | S | N | Pzt.  |
| --- | ----------- | - | - | ----- |
| 4.  | Australien* | 4 | 2 | 0.667 |

* Japan, Kanada und Australien hatten dieselben Punktezahlen und dieselben Direktbegegnungen (1-1), somit mussten die RA/Inn. entscheiden (Japan 0.86 / Kanada 0.92 / Australien 1.15).